# Juan Alejandro Mahecha
Juan Alejandro Mahecha (Tunja, Boyacá, Colombia; 22 de julio de 1987) más conocido como Ruanitas Mahecha es un exfutbolista y entrenador colombiano. Jugaba como mediocampista. Actualmente es asistente técnico en La Equidad.

## Jugador

### Boyacá Chicó
Su carrera deportiva la inició con el Boyacá Chicó, dirigido por Mario Vanemerak en el año 2005.
Su primer y único título con el cuadro boyacense lo consiguió en el Torneo Apertura 2008 (Colombia). Participó en la Copa Libertadores 2008 como titular en 2 partidos y también participó en la Copa Libertadores 2009 marcando un gol contra Aurora de Bolivia y fue expulsado en dos ocasiones.

### Belgrano
En julio de 2009 es contratado a préstamo por el Club Atlético Belgrano por el término de 1 año. Cumpliendo un labor regular, anotó cuatro goles, dos de ellos, de pelota parada. 

### Regreso al Boyacá Chicó
Luego de un año y medio en Argentina, volvió a Colombia para jugar otra vez en Boyacá Chicó.

### Deportes Tolima y retorno al Chicó
A mediados del año 2014 fue cedido al Deportes Tolima, equipo con el que logró ganar la Copa Colombia de ese año. En 2015 no contó con mucha suerte y las pocas actuaciones con el equipo pijao conllevaron a rescindir su contrato y volver al conjunto boyacense, dueño de sus derechos deportivos.

## Dirección técnica

### La Equidad
El 22 de febrero de 2025, es confirmado como entrenador encargado de La Equidad. El 5 de marzo de 2025, pasa a hacer el asistente técnico del club. Para nuevamente quedar como encargado el día 12 de mayo hasta finalizar la temporada con la llegada de Diego Merino el 15 de junio.

## Selección nacional
Disputó 6 partidos con la Selección Colombia sub-20 en el año 2007.
Más adelante fue llamado por el entrenador Eduardo Lara a la Selección Colombia de Mayores el día 28 de marzo de 2009 para el partido contra la Selección de fútbol de Venezuela.

## Estadísticas

### Como jugador
| Boyacá Chicó · Colombia |                            |               |     |    |    |    |    |     |     |    |
| 1.ª | 2005/08                    | 108           | 4   | -  | -  | 1  | 0  | 109 | 4   |    |
| 1.ª | 2009                       | 23            | 1   | -  | -  | 4  | 1  | 27  | 2   |    |
| 1.ª | Belgrano Argentina         |               |     |    |    |    |    |     |     |    |
| 2ª | 2009                       | 27            | 4   | -  | -  | -  | -  | 27  | 4   |    |
| 2ª | 2010                       | 9             | 0   | -  | -  | -  | -  | 9   | 0   |    |
| Total club | Total club                 | 36            | 4   | 0  | 0  | 0  | 0  | 36  | 4   |    |
| Boyacá Chicó · Colombia |                            |               |     |    |    |    |    |     |     |    |
| 1.ª | 2011                       | 28            | 3   | 10 | 1  | -  | -  | 38  | 4   |    |
| 1.ª | 2012                       | 37            | 4   | 6  | 1  | -  | -  | 43  | 5   |    |
| 1.ª | 2013                       | 31            | 5   | 4  | 1  | -  | -  | 35  | 6   |    |
| 1.ª | 2014                       | 16            | 3   | -  | -  | -  | -  | 16  | 3   |    |
| 1.ª | Deportes Tolima · Colombia |               |     |    |    |    |    |     |     |    |
| 1.ª | 2014                       | 17            | 0   | 11 | 0  | -  | -  | 28  | 0   |    |
| 1.ª | 2015                       | 9             | 0   | 2  | 0  | -  | -  | 11  | 0   |    |
| Total club | Total club                 | 26            | 0   | 13 | 0  | 0  | 0  | 39  | 0   |    |
| Boyacá Chicó · Colombia |                            |               |     |    |    |    |    |     |     |    |
| 1.ª | 2015                       | 17            | 0   | -  | -  | -  | -  | 17  | 0   |    |
| 1.ª | 2016                       | 25            | 3   | -  | -  | -  | -  | 25  | 3   |    |
| Total club | Total club                 | 285           | 23  | 20 | 3  | 5  | 1  | 312 | 27  |    |
| La Equidad · Colombia |                            |               |     |    |    |    |    |     |     |    |
| 1.ª | 2017                       | 34            | 0   | 4  | 1  | -  | -  | 38  | 1   |    |
| 1.ª | 2018                       | 34            | 2   | 6  | 0  | -  | -  | 40  | 2   |    |
| 1.ª | 2019                       | 25            | 0   | 1  | 1  | 7  | 0  | 33  | 1   |    |
| 1.ª | 2020                       | 17            | 2   | 2  | 0  | -  | -  | 19  | 2   |    |
| 1.ª | 2021                       | 33            | 3   | 4  | 0  | 6  | 0  | 43  | 3   |    |
| 1.ª | 2022                       | 27            | 0   | 4  | 0  | 2  | 0  | 33  | 0   |    |
| 1.ª | 2023                       | 27            | 0   | 2  | 0  | -  | -  | 29  | 0   |    |
| 1.ª | 2024                       | 25            | 0   | 2  | 0  | -  | -  | 27  | 0   |    |
| Total club | Total club                 | 222           | 7   | 25 | 2  | 15 | 0  | 262 | 9   |    |
| Total carrera | Total carrera              | Total carrera | 569 | 34 | 58 | 5  | 20 | 1   | 647 | 40 |
| (1) Incluye datos de la Copa Colombia . (2) Incluye datos de Copa Lobertadores 2008 y 2009; Copa Sudamericana 2019. (3) No incluye goles en partidos amistosos. |                            |               |     |    |    |    |    |     |     |    |

### Selección
| Selección                | Año                      | Partidos | Goles |
| ------------------------ | ------------------------ | -------- | ----- |
| Colombia Sub-20          | 2007                     | 7        | 0     |
| Colombia Mayores         | 2009                     | 1        | 0     |
| Total Selección Colombia | Total Selección Colombia | 8        | 0     |

### Como asistente técnico
| Equipo                | AT de:            | Periodo             | Periodo            |
| Equipo                | AT de:            | Desde               | Hasta              |
| --------------------- | ----------------- | ------------------- | ------------------ |
| La Equidad · Colombia | John Jairo Bodmer | 5 de marzo de 2025  | 12 de mayo de 2025 |
| La Equidad · Colombia | Diego Merino      | 11 de junio de 2025 | Presente           |

### Como entrenador
| La Equidad · Colombia | 1.ª                 | A-2025 (e)          | 3 | 0 | 0 | 3 | 3 | 1 | 0 | 2 | - | - | - | - | 6 | 1 | 0 | 5 | 16.67% | 5 | 13 | -8 |
| La Equidad · Colombia | Total               | Total               | 3 | 0 | 0 | 3 | 3 | 1 | 0 | 2 | 0 | 0 | 0 | 0 | 6 | 1 | 0 | 5 | 16.67% | 5 | 13 | -8 |
| Total en su carrera   | Total en su carrera | Total en su carrera | 3 | 0 | 0 | 3 | 3 | 1 | 0 | 2 | 0 | 0 | 0 | 0 | 6 | 1 | 0 | 5 | 16.67% | 5 | 13 | -8 |
| 1. 2.                 |                     |                     |   |   |   |   |   |   |   |   |   |   |   |   |   |   |   |   |        |   |    |    |

## Palmarés

### Títulos nacionales
| Título          | Club            | País     | Año  |
| --------------- | --------------- | -------- | ---- |
| Torneo Apertura | Boyacá Chicó    | Colombia | 2008 |
| Copa Colombia   | Deportes Tolima | Colombia | 2014 |